# كالمين
كالمين (بالبلغارية: Каломен)‏ قرية تقع إدارياً ضمن مقاطعة غابروفو في بلغاريا. ويبلغ عدد سكانها 8 نسمة حسب تعداد 15 مارس 2015. تعتمد كالمين للبريد على الرمز البريدي 5388.